# Хирс, Розали
Розали Хирс (нидерл. Rozalie Hirs; род. 7 апреля 1965, Гауда) — нидерландский композитор и поэт.

## Биография
По образованию — химик-технолог (специальность — органическая химия), окончила университет в Твенте (1990). Учась в университете, участвовала как вокалист в ряде оперных постановок (Кавальери, Пёрселл), писала тексты и музыку для группы BOOLEAN, выступала в ней вокалистом. Изучала вокальное искусство в Утрехтской и Гаагской консерваториях (1991—1994), композицию в 1991—1998, в том числе под руководством Луи Андриссена (1994—1998). Совершенствовала композиторское искусство в Колумбийском университете у Тристана Мюрая (1999—2002). Также занималась композицией с Бетси Жолас (1998), слушала курсы в Дармштадте и в IRCAM.

## Творчество
Как поэт дебютировала в 1992 году. Её тексты положены на музыку Мишелем ван дер Аа. Автор оркестровой, камерной и хоровой музыки, вокальных сочинений на стихи Т. С. Элиота, Рильке, собственные стихотворения.

## Произведения

### Поэзия
- Locus (1998)
- Logos (2002)
- Speling (2005)
- Geluksbrenger (2008)
- Gestamelde werken (2012)

### Музыка
- Die Parke для двух сопрано и меццо-сопрано (1994)
- Sacro Monte для 10 инструментов (1997)
- Wel gek для 3-х детских хоров, гобоя, органа, контрабаса и струнного квартета (1999)
- Book of mirrors для 19 инструментов (2001)
- Noise для электроники (2001)
- For Morton Feldman (2002)
- Klangtext, Textklang для голоса и электроники (2004)
- Curved space/ Gekromde ruimte (2009)
- Arbre généalogique, для сопрано, ансамбля и звукозаписи, на собственные стихи (2011)
- Ain, silabar ain, для джазового оркестра (2013)